# 師好巷社区
師好巷社区（しこうこうしゃく）は、広州市越秀区光塔街道の社区。

## 交通
- 地下鉄の駅：
- バス：